# 南シナイ県
南シナイ県（みなみシナイけん、アラビア語: محافظة جنوب سيناء）は、エジプトの地方行政区画の一つ。県庁所在地はエルトール。2014年の人口は16万4574人。

## 概要
リゾート地として知られるシャルム・エル・シェイクやダイビングスポットして有名なダハブがある。

## 地理
シナイ半島の南半分にあたり、西にスエズ湾、東にアカバ湾、北に北シナイ県に接する。

## 隣接する県
- 南部地区 (イスラエル)
- 北シナイ県
- スエズ県